# Y sin embargo te quiero (canción)
Y sin embargo te quiero es el título de una canción compuesta por Antonio Quintero, Rafael de León y Manuel Quiroga. Fue estrenada por la tonadillera Juanita Reina en su espectáculo Solera de España Nº 5, estrenado en el Teatro Reina Victoria de Madrid el 13 de febrero de 1948.

## Descripción
Se trata de una zambra en la que se canta al amor incondicional, ciego y pasional que siente una madre soltera por el padre de su hijo, que la ignora y la desprecia, divirtiéndose con otras mujeres y ni siquiera reconociendo la paternidad del niño.

## Versiones
La canción ha sido versionada, entre otros, por Concha Piquer (1958) en su espectáculo Puente de coplas (1958), Rocío Jurado (1983), Isabel Pantoja (1990), Ana Belén, Joaquín Sabina con Olga Román (1996), Pimpinela (2008), Dyango (2008), Clara Montes (2009), Pasión Vega (2009), Miguel Poveda y Rozalén (2016).

## En la cultura popular
Incluida en la banda sonora del film Vendaval (1949), de Juan de Orduña (1949) con la propia Juanita Reina.  En 1955 Carmen Sevilla la interpreta en la película Requiebro, de Carlos Schlieper y 35 años más tarde es Isabel Pantoja quien le pone voz en la película Yo soy esa, de Luis Sanz. También se interpreta, en tono ligero, por José Sacristán y Concha Velasco en la comedia Yo me bajo en la próxima, ¿y usted?  (1992).
Entre 1983 y 1985, La 1 de TVE emitió un programa de televisión con el mismo mismo título y sintonía, en homenaje al mítico tema. También se ha repetido el título en una obra de teatro de Miguel Murillo estrenada en 2008, con Ángeles Martín y Alejandra Torray.